# Torrent dels Fondos del Bac
El torrent dels Fondos del Bac, és un torrent del terme municipal del Figueró, a la comarca del Vallès Oriental.
Es forma a la part central-nord-oest del terme, per la unió del torrent del Bosc Negre i del torrent de la Font del Boix, a llevant del Bosc Negre i a ponent de la Miquelona. Des d'aquest lloc davalla cap a llevant, resseguint pel sud tots els Cingles de Castellar. A la part mitjana-baixa del seu curs forma el Sot del Bac, i passa a migdia de la Solella del Sot del Bac i al nord de la Baga del Sot del Bac. Cap al final del seu recorregut, al nord de la masia del Bac travessa la línia del ferrocarril de Barcelona a Puigcerdà, i tot seguit s'aboca al Congost just a ponent de Can Pereres del Pla.